# Gunnar Sandström
Gunnar Sandström, född 1948, är en svensk socionom, beteendevetare och författare till kåserier, poesi och noveller.

## Biografi
Gunnar Sandström har sina rötter i Västerbotten men bor sedan många år i Västerås, i stadsdelen Råby. Han är en pensionerad socionom som avslutade sitt arbetsliv som beteendevetare inom företagshälsovården.
Han har gjort flera sommarprogram på Radio Västmanland, författat kåserier i Västerås Tidning, samarbetat med amatörteatern Studio Westmannia och varit aktiv på andra sätt i det lokala kulturlivet. 

## Stipendier
- Arbetsstipendium ur författarfonden 2019